# 11 × 36 mm R
Die Bezeichnung 11 × 36 mm R steht als Synonym für mehrere Metallpatronen für Schwarzpulver mit Rand und Zentralzündung, die für Karabiner und Revolver genutzt wurden.

## Geschichte
11,2 × 36 mm R ist eine frühe Metallpatrone für Schwarzpulver mit Rand und Zentralzündung für die Karabiner-Ausführung des Werndl-Holub Gewehrs M 1867 mit Tabernakelverschluss. Aber auch andere Waffen nutzen diese Patrone bzw. ihre Varianten.

## Varianten
Bekannte Einträge zu Varianten dieser Patronen sind:
- „10.7 × 35.8 R Gasser Montenegrino“[1]
- „11.15 × 36 R Werndl 1867-82“[1]
- „11.2 × 36 R Frühwirth Gendarmerie 1872“[1]
- „11.2 × 36 R Werndl 1867-82“[1]
- „11.3 × 36 R Montenegrino“[1]
- „11.75mm Montenegrin Revolver“[2]

### M.1867
Nachdem die Patrone 11,2 × 41 mm R für das Werndl-Holub-Gewehr entwickelt war, wandte man sich 1868 der Patrone für den Werndl-Holub-Karabiner zu. Das Flachkopfgeschoss aus Blei mit zwei Fettrillen wurde von der Gewehrpatrone übernommen. Die Hülse war zylindrisch, leicht nach oben verjüngt und entsprach somit der Versuchspatrone 11 mm Remington, die allerdings noch als Randfeuerpatrone ausgeführt war. Das Hülsenmateriall war Tombak mit 91–93% Kupferanteil.
Es wurden Versuche mit verschiedenen Zentralzündsystemen von Wilburger, Roth und Woinar durchgeführt. Wegen zu hoher Versagerquote entschied man sich zunächst, wie bei der Gewehrpatrone, für das ausgereifte System von Wilburger, auch wenn es schwieriger wiederzuladen war. Spätere Patronen hatten das Zentralzündsystem von Roth.

### M.1877
Mit den Erfahrungen des Deutsch-Französischen Krieges 1870 bis 1871 sahen sich die Österreicher gezwungen, die ballistischen Leistungen der Werndl-Gewehre und -Karabiner zu steigern. Dazu wurden die Patrone geändert, die Patronenlager der Waffen mussten entsprechend angepasst werden. Ein neues Geschoss aus Weichblei mit Rundkopf und Papierführung wurde sowohl für die Gewehr- und wie auch Karabinervariante eingeführt. Während die Gewehrpatrone auf 11,2 × 58 mm R verlängert wurde, blieb die Karabinerpatrone bei der gleichen Länge. Allerdings wurde die ehemals zylindrisch Hülse auf eine Flaschenhalshülse mit einer nur wenig ausgeprägten Hülsenschulter verändert.

### M.1882
Die M.1877 Karabinerpatrone war schon bei der Einführung nicht mehr zeitgemäß, da sie immer noch eine Tombak-Hülse hatte und auch das Zündsystem als veraltet galt. Bei der Gewehrpatrone M.1877 hatte man hingegen beides geändert. Ab 1880 begannen Versuche, auch die Karabinerpatrone zu modernisieren. Die M.1882-Patrone hatte eine Berdanzündung, die Hülse bestand aus Messing mit 67 % Kupferanteil.

### 11,2 × 36 mm R Gasser
Die M.1867-Patrone fand auch Anwendung in der Werndl-Pistole; diese unterlag jedoch in der Ausschreibung dem Gasser-Revolver M.1870 und wurde nicht eingeführt. Der Revolver wiederum verwendete Patronen mit identischen Dimensionen, aber schwächerer Pulverladung. Im Hohlraum zwischen Geschoss und Pulverladung lag ein Propfen. Äußerlich der einzige Unterschied war die Messinghülse bei der Revolverpatrone gegenüber Tombak bei der Werndl-Karabinerpatrone. Immer wieder kam es deshalb zu Verwechslungen. Aufgrund des höheren Gasdrucks war es für die Revolver schädlich. Deswegen wurde 1882 die gekürzte Patrone 11,2 × 29 mm R eingeführt.

### 11,2 × 36 mm R Fruwirth
Neben dem Werndl-Gewehr als Einzellader wurde 1871 das Gendarmerie-Repetiergewehr M1872 (Fruwirth) mit einem Röhrenmagazin eingeführt. Diese Waffe verwendete zunächst die Werndl-Karabinerpatrone M.1867. Es stellte sich jedoch geraus, dass diese Patrone nicht optimal für das Repetiergewehr war. Zum einen wurden durch den Druck im Röhrenmagazin die Geschosse in die Hülse so hereingedrückt, dass es zu Ladehemmungen kam. Zum anderen kam es bei starken Erschütterungen zu Unfällen, weil die Geschossspitze auf dem Zündhütchen der nächsten Patrone auflag. Deswegen wurde eine neue Patronenvariante entwickelt, die auf der Messinghülse der Gasser-Patrone basierte. Bei der Fruwirth-Patrone wurde aber eine sehr leichte Flaschenform eingeführt. Das Geschoss hatte einen Rand, mit dem es sich gegen den Hülsenmund abstzütze und so nicht tiefer hereingedrückt werden konnte. Die Geschossspitze wurde noch flacher ausgeführt, um ungewollte Zündungen zu vermeiden.